# Dumb & Dumber (canção)
"Dumb & Dumber" é a primeira música japonesa do grupo sul-coreano iKON. O single foi lançado pela YGEX em 9 de setembro de 2016. O single tem três músicas no lado B, "#WYD" e "Sinosijak (Remix)" com uma nova música "Love Me".

## Desempenho comercial
A música estreou em primeiro lugar na parada oficial do Japão, Oricon Singles Chart, com 48.749 cópias físicas vendidas na primeira semana, enquanto na Billboard Japan, a música estreou também em 1º lugar na Japan Hot 100 e no Hot Single Sales com o total de 114.653 na primeira semana.
Na parada de fim de ano de singles da Oricon, a canção chegou a ficar na 93ª posição, vendendo 60.887 cópias.

## Listar de músicas e formatos
| N.º            | Título              | Música                           | Duração |  |
| 1.             | "Dumb & Dumber"     | Future Bounce, B.I               | 4:01    |  |
| 2.             | "#WYD"              | Choice37, Kush                   | 3:31    |  |
| 3.             | "Love Me"           | Choice37, Kush, B.I, Koo Jun-hoe | 3:28    |  |
| 4.             | "Sinosijak" (Remix) | B.I, Kang Uk-jin, Ham Seung-chun | 3:06    |  |
| Duração total: | Duração total:      | Duração total:                   | 28:14   |  |

## Paradas musicais
| Parada (2015)                             | Posição |
| ----------------------------------------- | ------- |
| Japão (Billboard Japan Hot 100)           | 1       |
| Japão (Billboard Japan Top Singles Sales) | 1       |
| Japão (Oricon Weekly Singles Chart)       | 1       |

## Certificações
| Região                                                                                             | Certificação | Vendas |
| -------------------------------------------------------------------------------------------------- | ------------ | ------ |
| Japão (RIAJ)                                                                                       | Ouro         | 0^     |
| *números de vendas baseados somente na certificação ^distribuições baseadas apenas na certificação |              |        |

## Histórico de lançamento
| País  | Data de lançamento     | Formato                   | Gravadora             | Ref.  |
| ----- | ---------------------- | ------------------------- | --------------------- | ----- |
| Japão | 28 de setembro de 2016 | Download digital, CD, DVD | YG Entertainment YGEX | [ 8 ] |